# Ivan Hrdlička
Ivan Hrdlička (Bratislava, 20 novembre 1943) è un ex calciatore cecoslovacco, di ruolo centrocampista.

## Palmarès

### Giocatore

#### Competizioni nazionali
- Campionato cecoslovacco: 1

Slovan Bratislava: 1969-1970
- Coppa di Cecoslovacchia: 2

Slovan Bratislava: 1962-1963, 1967-1968

#### Competizioni internazionali
- Coppa delle Coppe: 1

Slovan Bratislava: 1968-1969
- Coppa Piano Karl Rappan: 3

Slovan Bratislava: 1968, 1970, 1972